# Duets (album Eltona Johna)
Duets – 24. studyjny album brytyjskiego piosenkarza i kompozytora Eltona Johna wydany w listopadzie 1993. Początkowo miał to być tylko świąteczny album, jednak wkrótce po wyjściu na rynek stał się samodzielnym pełnowartościowym albumem. Wszystkie piosenki (z wyłączeniem ostatniej) to duety nagrane z innymi artystami.

## Lista utworów
1. Teardrops (z k.d. lang)
2. When I Think About Love (I Think About You) (z P.M. Dawn)
3. The Power (z Little Richardem)
4. Shakey Ground (z Donem Henleyem)
5. True Love (z Kiki Dee)
6. If You Were Me (z Chrisem Reą)
7. A Woman's Needs (z Tammy Wynette)
8. Old Friend (z Nikiem Kershawem)
9. Go On And On (z Gladys Knight)
10. Don't Go Breaking My Heart (z RuPaul)
11. Ain't Nothing Like the Real Thing (z Marcellą Detroit)
12. I'm Your Puppet (z Paulem Youngiem)
13. Love Letters (z Bonnie Raitt)
14. Born To Lose (z Leonardem Cohenem)
15. Don't Let the Sun go Down on Me (na żywo z George'em Michaelem)
16. Duets For One